# Llobregat–Anoia-vasútvonal
A Llobregat–Anoia-vasútvonal egy 138 km hosszú, részben kétvágányú, 1000 mm-es nyomtávolságú vasútvonal Spanyolországban. A vonal 1500 V egyenárammal villamosított.
Része a Barcelonai metróhálózatnak, egy rövidebb szakasza, az Espanya és a Molí Nou-Ciutat Cooperativa közötti rész az L8 metróvonal. A vonalon jelentős elővárosi személy- és teherforgalom is zajlik.